# The Temptations
The Temptations is een Amerikaanse band, met zijn hoogtepunt in de jaren 1960. Samen met The Supremes waren zij de echte hitsellers van Motown.
De groep werd gevormd in 1961 in Detroit. Het was een samenstelling van twee plaatselijke groepen uit Detroit, The Primes en The Distants. Toen de groep begon onder de naam The Temptations bestond hij uit Otis Williams, Melvin Franklin, Elbridge Bryant, Paul Williams (geen familie van Otis) en Eddie Kendricks. Later vonden nog vele veranderingen plaats.

## Geschiedenis

### The Primes en The Distants
The Primes was een groep uit Birmingham (Alabama) die bestond uit Eddie Kendricks, Paul Williams, Kel Osborne en Wiley Waller. Ze begonnen als groep in 1955 en noemden zichzelf The Cavaliers. In 1957 verliet Wiley Waller de groep. Het overgebleven trio, dat wilde doorbreken in de muziekwereld, ging na een korte periode in Cleveland (Ohio) al snel naar "The Motor City" Detroit. Daar noemden ze zich The Primes. Ze kregen zelfs een zustergroep, The Primettes, met onder anderen Florence Ballard, Diana Ross en Mary Wilson in, het trio dat later wereldberoemd werd als The Supremes.
The Distants waren Otis Williams, Melvin Franklin, Richard Street, Elbridge Bryant en James "Pee-Wee" Crawford. Deze groep werd in 1958 in Detroit gevormd als Otis Williams & The Siberians. Op dat moment waren Melvin Franklin en Richard Street nog geen lid: hun plaatsen waren toen bezet door Arthur Walton en Vernard Plain. Zij namen een single op met de nummers Pecos Kid en All Of My Life, die buiten Detroit niet aansloegen. Kort daarna noemde de groep zich The El Domingoes. In 1959 werd Arthur Walton vervangen door Melvin Franklin, en Richard Street werd leadzanger in plaats van Vernard Plain. De groep kreeg een contract bij Northern Records. Rond die tijd werd James "Pee-Wee" Crawford vervangen door Albert "Mooch" Harrell. De naam van de groep werd door de baas van Northern Records, Johnnie Mae Matthews, direct veranderd in Otis Williams & The Distants. Nadat twee singles (Come On en Alright) het minder goed deden dan verwacht, werden ze ontslagen bij Northern Records.

### Het samenstellen van The Temptations
Vervolgens verlieten Richard Street en Albert Harrell The Distants. Ook verloor de groep de rechten op zijn naam. In die tijd had Kel Osborne The Primes verlaten, zodat daar alleen nog Eddie Kendricks en Paul Williams over waren. De twee groepen waren rivalen, maar konden goed met elkaar overweg. Toen Eddie Kendricks Otis Williams opbelde, omdat hij wist dat die twee zangers nodig had, nodigde Williams Kendricks uit lid van de groep te worden. Otis Williams stemde in met Kendricks' voorwaarde dat Paul Williams ook bij de groep mocht komen.
De groep deed in maart 1961 auditie bij Berry Gordy, de baas van Motown, die ze een contract aanbood. Ze noemden zich inmiddels The Elgins, maar er bleek al een groep met die naam te bestaan. Uiteindelijk werd de naam The Temptations.

### De beginjaren
Toen "The Tempts" (zo werden ze liefkozend door hun fans genoemd) in '61 waren aangenomen bij Motown werden de leads vooral verdeeld tussen Paul Williams en Eddie Kendricks. Soms zong een van de andere drie lead. Alle zeven singles die in 1961-1963 werden opgenomen haalden de US-toplijst niet. Dream Come True, opgenomen in 1962, haalde nog het grootste succes: nummer 22 op de R&B-lijst. Verschillende liedjesschrijvers, onder wie Berry Gordy zelf en Norman Whitfield, hadden vergeefs geprobeerd een hit te schrijven voor de groep. Toen  Smokey Robinson I Want A Love I Can See voor hen had geschreven, bleek hij op dat moment de beste songwriter te zijn voor The Temptations.
Nadat The Temptations in 1963 hun optreden hadden afgerond op het kerstfeest van Motown, had Elbridge Bryant geen zin meer in toegiften, hoewel het publiek erom vroeg. Bryant raakte slaags met Paul Williams en daarom werd hij ontslagen.
Vervanger van Bryant werd David Ruffin, het neefje van Melvin Franklin en het broertje van Motownzanger Jimmy Ruffin. Na zijn komst leek alles veel beter te gaan. Iedereen kreeg een eigen rol. Otis Williams werd de leider en regelde de financiën, Paul Williams maakte dansjes, Eddie Kendricks zorgde voor de kleding, David Ruffin entertainde het publiek en Melvin Franklin zorgde voor de goede sfeer in de groep en in heel Motown.
In januari 1964 schreef Smokey Robinson samen met Bobby Rogers The Way You Do The Things You Do". Het schrijven van het nummer begon als een grap in de bus van Motortown Revue (de optredens van alle Motownartiesten samen). Toen bleek dat ze echt wat hadden, begonnen ze het nummer uit te werken voor The Temptations. In april van hetzelfde jaar werd dit hun eerste hit, die nummer 11 behaalde op de US-lijst. In december werd My Girl opgenomen, geschreven door Smokey Robinson en Ronnie White. In maart 1965 werd dit hun eerste nummer 1-hit in, op zowel de US-lijst als de R&B-lijst. Na dit succes schreef Robinson de nummers It's Growing, Since I Lost My Baby en My Baby, die allemaal in de top-20 kwamen. Op de B-kant van My Baby stond Don't Look Back, dat onverwacht ook een grote hit werd op de R&B-lijst. Het werd later gecoverd door Peter Tosh en Mick Jagger.

### Komst van Norman Whitfield
In 1966 werd Norman Whitfield de nieuwe songwriter en producer van The Temptations, in plaats van Smokey Robinson. De reden was dat Whitfields Ain't Too Proud To Beg het beter deed dan Robinsons Get Ready. Daarna werden nog hits geschreven als Beauty Is Only Skin Deep en (I Know) I'm Losing You. In december 1967 werd de ballad I Wish It Would Rain geschreven. Ook dat werd een hit. Vanaf dat nummer schreef Norman Whitfield alle nummers samen met Motownzanger Barrett Strong.

### Vertrek David Ruffin
Door al dat succes, met vooral Ruffin als leadzanger, begon die zich als enige verantwoordelijk te voelen voor het succes van de groep. Hij eiste zijn eigen limousine om naar optredens te komen, in plaats van in de groepslimousine te zitten zoals de andere vier. Ook eiste hij dat de groep voortaan David Ruffin & The Temptations zou heten, zoals de naam The Supremes veranderd was in Diana Ross & The Supremes. Bovendien miste Ruffin repetities en optredens door zijn cocaïnegebruik. De andere Temptations besloten dat David Ruffin de groep moest verlaten. Toen in juni 1968 Ruffin weer een optreden miste om naar een optreden te gaan van zijn vriendin Tammi Terrell, vonden The Temptations het genoeg.
Ruffin werd ontslagen en vervangen door Dennis Edwards, toen zanger van The Contours, een andere Motowngroep. Ruffin ging er eerst mee akkoord dat zijn vriend Edwards hem was opgevolgd, maar na enige tijd werd hij toch boos. Hij verscheen bij optredens van The Temptations, klom op het podium, stal de microfoon en begon te zingen. Hoewel het publiek het geweldig vond, werd extra beveiliging ingezet om Ruffin weg te houden van het podium.

### Nieuwe muziekstijl: Psychedelic soul
Door de komst van Dennis Edwards begon een nieuw tijdperk voor The Temptations. Door zijn krachtige stem kon Norman Whitfield een nieuwe stijl toepassen: psychedelic soul. Samen met Sly & the Family Stone waren zij de grondleggers van deze nieuwe stijl. Deze diende meestal om iets duidelijk te maken aan de wereld. Ook kregen alle Temptations nu meestal in elk liedje een lead. Ook was er altijd een scheurende gitaar in het nummer. Het eerste psychedelic nummer van The Temptations, Cloud Nine uit 1968, werd een megahit in de US en kreeg een Grammy voor beste R&B-nummer van een groep in 1969. Andere psychedelic nummers waren I Can't Get Next To You en Psychedelic Shack. The Temptations oefenden met deze succesvolle stijl ook invloed uit op latere klassiekers als Love Child van The Supremes en What's Going On van Marvin Gaye.

### Vertrek Paul Williams en Eddie Kendricks

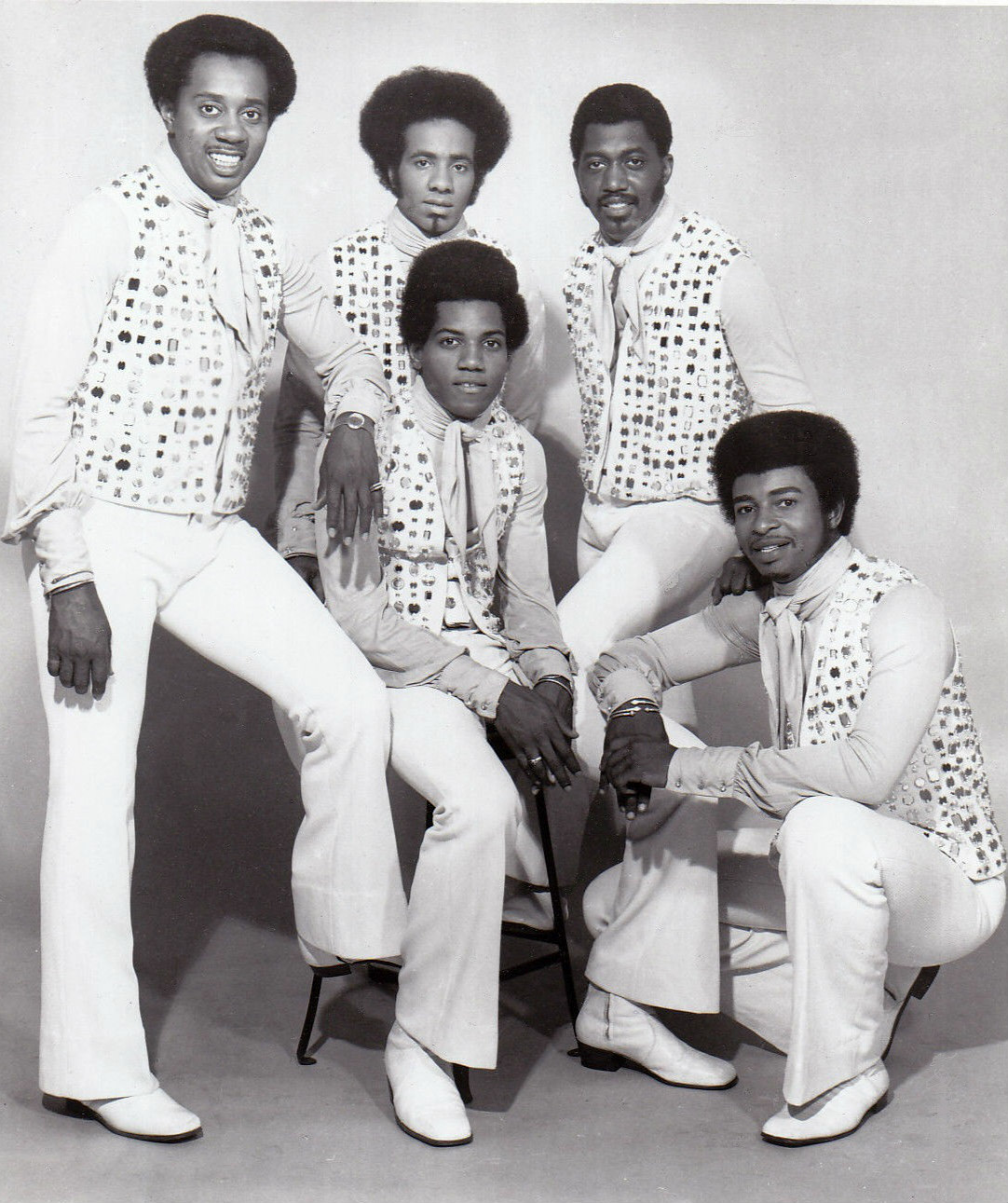
The Temptations in 1971

Paul Williams had sikkelcelziekte en begon eind jaren '60 te drinken. Deze combinatie was niet goed, en begin jaren '70 moest bij elk optreden van The Temptations een zuurstoftank voor hem worden meegenomen. Ook ging ex-Distant Richard Street mee bij optredens om de solo's te zingen van Williams, die dan nog wel aan het dansen en lipsyncen was. Rond de zomer van 1970 nam Street zelfs vaak de plaats van Williams in op het podium, omdat Williams het niet meer kon en ook vaak in het ziekenhuis lag.
Ook Eddie Kendricks raakte losser van de groep toen zijn jeugdvriend Paul Williams niet meer mee kon doen. Hij wilde liever weer ballads zingen zoals in de beginjaren. Hij kreeg steeds vaker ruzie met Melvin Franklin en Otis Williams over het leiderschap van de groep. Na een nieuwe ruzie tijdens een optreden in de Copacabana verliet hij het podium en kwam niet terug. Nu was duidelijk dat Kendricks de groep zou verlaten. Het laatste nummer waarbij Kendricks zou zingen was hij ook leadzanger (behalve voor één zin: die zong Paul Williams). Just My Imagination was de naam van het nummer en het was weer een ballad, net zoals in de beginjaren. Het liedje werd nummer 1, maar tegen die tijd was Kendricks al vertrokken. Hij begon een solocarrière. Op zijn eerste album hebben Dennis Edwards, Melvin Franklin, Paul Williams en Otis Williams geschreven dat ze hem veel succes wensen en dat ze niet boos op hem zijn omdat hij de groep had verlaten.
Kort nadat Kendricks vertrokken was moest ook Paul Williams vanwege zijn gezondheid de groep verlaten. Hij werd vervangen door Richard Street, Kendricks in eerste instantie door Ricky Owens, die niet goed lag bij de anderen. Na een paar weken werd hij vervangen door Damon Harris.

### Temptations 1972 tot en met 1981

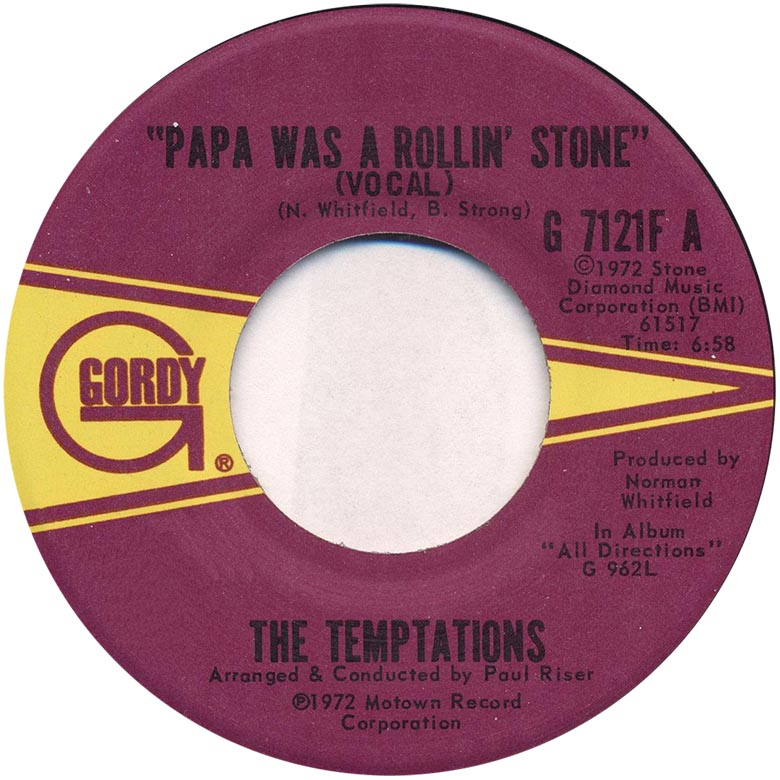
45-toerensingle Papa Was A Rollin' Stone, 1972

Een van de eerste hits met de nieuwe formatie was Superstar (Remember How You Got Where You Are). Dit liedje was gericht tegen David Ruffin en Eddie Kendricks. In september 1972 werd Papa Was A Rollin' Stone geschreven. Dit werd hun vierde nummer 1-hit en is tot op de huidige dag (afgezien van My Girl) het bekendste liedje van The Tempts. Met een intro van bijna 2 minuten en een totale tijdsduur van 7 minuten is dit het langste liedje dat The Temptations opgenomen hebben. Dit nummer bracht twee Grammy's op: voor Whitfield en Strong voor beste R&B-nummer en voor Whitfield en Paul Riser voor beste instrumentale prestatie. Hierna schreef Whitfield de nummers alleen, zonder Barrett Strong, bijvoorbeeld Masterpiece. In 1973 stopte hij met schrijven voor The Temptations. Dat was vlak na de release van hun laatste album 1990.
In 1973 pleegde ex-Temptation Paul Williams zelfmoord omdat hij kapot was van emotionele en gezondheidsproblemen. Hij werd dood op de straat gevonden vlak bij het hoofdkwartier van Motown. De Temptations kregen dit bericht te horen op de bruiloft van Damon Harris. Op 24 augustus werd hij begraven. Ruim 2500 fans kwamen Williams de laatste eer betuigen. De kist werd gedragen door Eddie Kendricks, Otis Williams, David Ruffin, Melvin Franklin, Dennis Edwards en Cornelius Grant (gitarist van The Temptations, vaak de zesde Temptation genoemd). Tijdens de dienst zong Ruffin The Impossible Dream. Midden in het liedje kon hij door emoties echter niet verder. De andere vier Temptations kwamen hem helpen, maar ook zij konden het niet. De vijf liepen in tranen van het podium af. Vlak voor het graf opende Kendricks de kist nog een keer en gaf zijn jeugdvriend Paul Williams als vaarwel een laatste kus.
Na het vertrek van Whitfield hadden The Temptations geen hits meer. In 1975 werd Damon Harris vervangen door Glenn Leonard. In 1977 verliet Dennis Edwards de groep voor een solocarrière en werd vervangen door Louis Price. In die tijd hadden ze ook Motown verlaten voor Atlantic Records. In 1980 kwam Edwards terug in de groep ter vervanging van Price. In 1982 kwamen er nog meer terug voor de Reunion Tour.

### Reunion Tour
In 1982 kwam Otis Williams op het idee om een Reunion Tour te houden. Ruffin en Kendricks kwamen terug in de groep. Ze hadden een hit met het nummer Standing On The Top. De Reunion Tour was financieel wel een succes, maar emotioneel niet. Kendricks' stem was slechter geworden door jarenlang kettingroken, en Ruffin was net als vroeger weer aan de cocaïne en miste optredens. Uiteindelijk werd de Reunion Tour geen succes. Ruffin en Kendricks werden ontslagen en ook Leonard verliet de groep. Zijn vervanger was Ron Tyson.
In 1991 stierf David Ruffin door een overdosis cocaïne, Eddie Kendricks in 1992 aan longkanker, Melvin Franklin in 1995 aan diabetes na een week lang in coma te hebben gelegen.

### The Temptations in de 21e eeuw

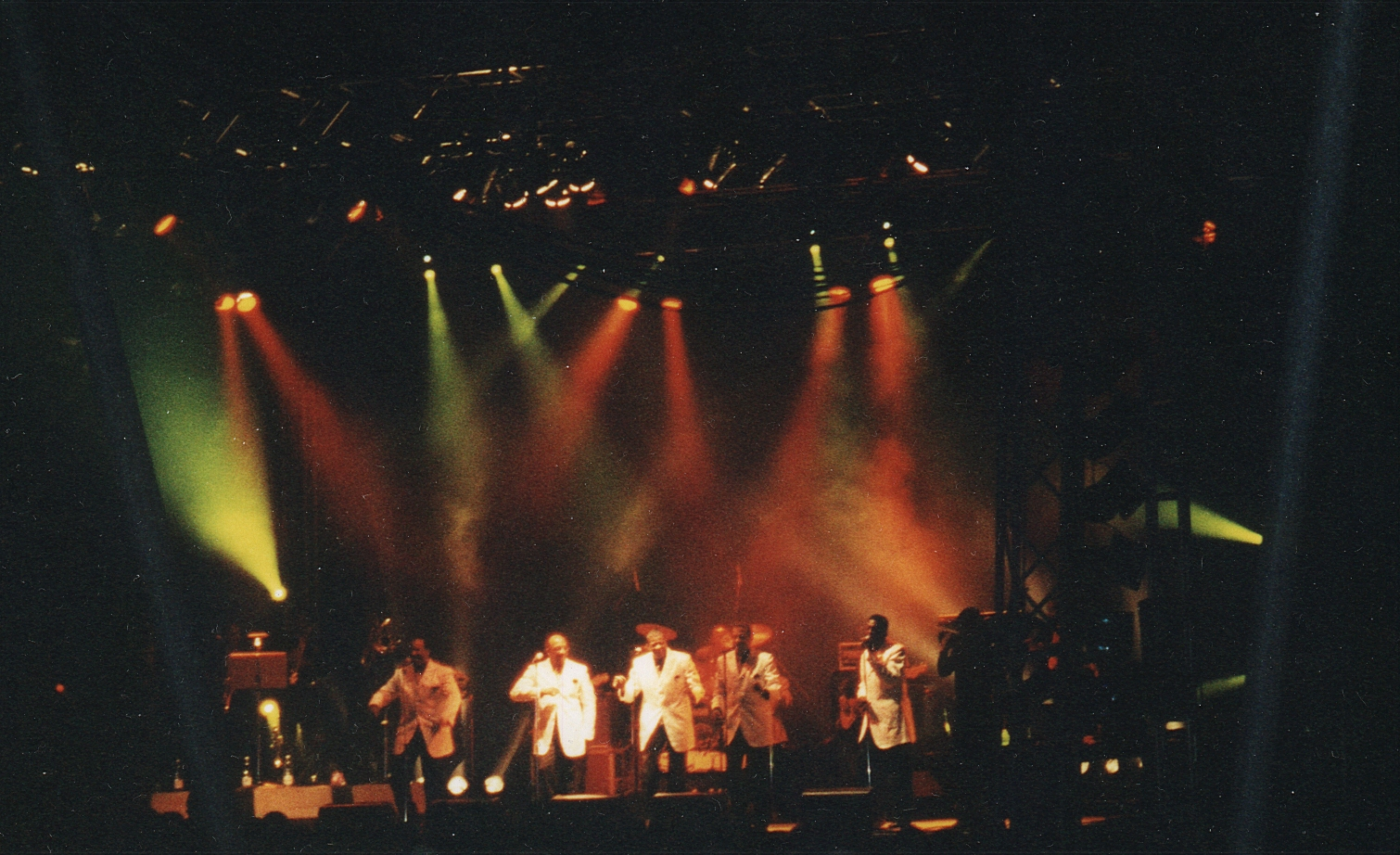
The Temptations, Gurtenfestival 2000

The Temptations bestaan begin 21e eeuw nog altijd en werden in 1999 opgenomen in de Alabama Music Hall of Fame. De line-up is nog dikwijls veranderd. Dennis Edwards had zijn eigen groep die de naam Dennis Edwards & The Temptations Revue droeg. Dennis Edwards overleed in 2018. Otis Williams is het enige nog levende originele groepslid van The Temptations.
In 2019 werden The Temptations onderwerp van de Broadway musical Ain’t Too Proud.

## Discografie
| Jaar  | Nummer                                                     | Leads                                                                            | US Toplijst  | R&B Toplijst |
| ----- | ---------------------------------------------------------- | -------------------------------------------------------------------------------- | ------------ | ------------ |
| 1962  | Dream Come True                                            | Paul Williams en Eddie Kendricks                                                 | niet gehaald | 22           |
| 1964  | The Way You Do the Things You Do                           | Eddie Kendricks                                                                  | 11           | n.v.t.*      |
| 1964  | I'll Be in Trouble                                         | Eddie Kendricks en Melvin Franklin                                               | 33           | n.v.t.       |
| 1964  | The Girl's Alright With Me                                 | Eddie Kendricks                                                                  | 102          | n.v.t.       |
| 1964: | Girl (Why You Wanna Make Me Blue)                          | Eddie Kendricks                                                                  | 26           | n.v.t.       |
| 1964  | My Girl                                                    | David Ruffin                                                                     | 1            | 1            |
| 1965  | It's Growing                                               | David Ruffin                                                                     | 18           | 3            |
| 1965  | Since I Lost My Baby                                       | David Ruffin                                                                     | 17           | 4            |
| 1965  | You've Got to Earn It                                      | Eddie Kendricks                                                                  | niet gehaald | 22           |
| 1965  | My Baby                                                    | David Ruffin                                                                     | 13           | 4            |
| 1965  | Don't Look Back                                            | Paul Williams                                                                    | 83           | 15           |
| 1966  | Get Ready                                                  | Eddie Kendricks                                                                  | 29           | 1            |
| 1966  | Ain't Too Proud to Beg                                     | David Ruffin                                                                     | 13           | 1            |
| 1966  | Beauty Is Only Skin Deep                                   | David Ruffin                                                                     | 3            | 1            |
| 1966  | (I Know) I'm Losing You                                    | David Ruffin                                                                     | 8            | 1            |
| 1967  | All I Need                                                 | David Ruffin                                                                     | 8            | 2            |
| 1967  | You're My Everything                                       | Eddie Kendricks en David Ruffin                                                  | 6            | 3            |
| 1967  | (Loneliness Made Me Realize) It's You That I Need          | David Ruffin, Paul Williams, Eddie Kendricks, Otis Williams en Melvin Franklin   | 14           | 3            |
| 1967  | I Wish It Would Rain                                       | David Ruffin                                                                     | 4            | 1            |
| 1967  | I Truly Truly Believe                                      | Melvin Franklin                                                                  | niet gehaald | 41           |
| 1968  | I Could Never Love Another (After Loving You)              | David Ruffin                                                                     | 13           | 1            |
| 1968  | Please Return Your Love to Me                              | Eddie Kendricks                                                                  | 26           | 4            |
| 1968  | Cloud Nine                                                 | Dennis Edwards, Paul Williams, Eddie Kendricks, Otis Williams en Melvin Franklin | 6            | 2            |
| 1968: | I'm Gonna Make You Love Me (met The Supremes)              | Eddie Kendricks, Otis Williams (Diana Ross voor The Supremes)                    | 2            | 2            |
| 1969: | Run Away Child, Running Wild                               | Dennis Edwards, Otis Williams, Melvin Franklin, Eddie Kendricks, Paul Williams   | 6            | 1            |
| 1969  | I'll Try Something New (met The Supremes)                  | Eddie Kendricks, Melvin Franklin (Diana Ross voor The Supremes)                  | 25           | 8            |
| 1969  | Don't Let the Joneses Get You Down                         | Dennis Edwards, Melvin Franklin, Eddie Kendricks, Paul Williams en Otis Williams | 20           | 2            |
| 1969  | I Can't Get Next to You                                    | Dennis Edwards, Melvin Franklin, Eddie Kendricks, Paul Williams, Otis Williams   | 1            | 1            |
| 1969  | The Weight (met The Supremes)                              | Eddie Kendricks,Paul Williams (Diana Ross voor The Supremes)                     | 46           | 4            |
| 1969  | Psychedelic Shack                                          | Dennis Edwards, Melvin Franklin, Eddie Kendricks, Paul Williams en Otis Williams | 7            | 2            |
| 1970: | Ball of Confusion (That's What the World Is Today)         | Eddie Kendricks, Dennis Edwards, Paul Williams en Melvin Franklin                | 3            | 2            |
| 1970  | Ungena za Ulimwengu (Unite the World)                      | Dennis Edwards en Melvin Franklin                                                | 33           | 8            |
| 1971  | Just My Imagination (Running Away with Me)                 | Eddie Kendricks en Paul Williams                                                 | 1            | 1            |
| 1971  | It's Summer                                                | Dennis Edwards, Otis Williams en Melvin Franklin                                 | 51           | 29           |
| 1971  | Superstar (Remember How You Got Where You Are)             | Dennis Edwards, Richard Street, Damon Harris, Otis Williams en Melvin Franklin   | 18           | 8            |
| 1972  | Take a Look Around                                         | Dennis Edwards, Richard Street, Damon Harris en Otis Williams                    | 30           | 10           |
| 1972  | Mother Nature                                              | Dennis Edwards                                                                   | 92           | 27           |
| 1972: | Funky Music Sho Nuff Turns Me On                           | Dennis Edwards, Richard Street, Damon Harris, Otis Williams en Melvin Franklin   | niet gehaald | 27           |
| 1972  | Papa Was a Rollin' Stone                                   | Dennis Edwards, Melvin Franklin, Richard Street en Damon Harris                  | 1            | 5            |
| 1973  | Masterpiece                                                | Dennis Edwards, Richard Street, Damon Harris, Melvin Franklin en Otis Williams   | 7            | 1            |
| 1973  | Plastic Man                                                | Dennis Edwards, Richard Street, Damon Harris en Melvin Franklin                  | 40           | 8            |
| 1973  | Hey Girl (I Like Your Style)                               | Richard Street                                                                   | 35           | 2            |
| 1973  | Let Your Hair Down                                         | Dennis Edwards                                                                   | 27           | 1            |
| 1974  | Heavenly                                                   | Richard Street en Damon Harris                                                   | 43           | 8            |
| 1974  | You've Got My Soul on Fire                                 | Dennis Edwards                                                                   | 74           | 8            |
| 1974  | Happy People                                               | Dennis Edwards                                                                   | 40           | 1            |
| 1975  | Shakey Ground                                              | Dennis Edwards                                                                   | 26           | 1            |
| 1975  | Glasshouse                                                 | Dennis Edwards, Otis Williams en Richard Street                                  | 37           | 9            |
| 1976  | Keep Holdin' On                                            | Dennis Edwards                                                                   | 54           | 3            |
| 1976  | Up the Creek (Without A Paddle)                            | Dennis Edwards                                                                   | 94           | 21           |
| 1976: | Who Are You (And What Are You Doing the Rest of Your Life) | Dennis Edwards                                                                   | niet gehaald | 22           |
| 1982  | Standing on the Top                                        | Dennis Edwards, David Ruffin, Eddie Kendricks                                    | 66           | niet gehaald |
| 1984  | Treat Her Like a Lady                                      | Ali-Ollie Woodson                                                                | 48           | 2            |

### NPO Radio 2 Top 2000
| Nummers met noteringen in de NPO Radio 2 Top 2000 | '99  | '00 | '01 | '02 | '03 | '04 | '05 | '06 | '07 | '08 | '09  | '10  | '11  | '12 | '13  | '14 | '15 | '16 | '17 | '18 | '19 | '20 | '21 | '22 | '23 | '24 |
| ------------------------------------------------- | ---- | --- | --- | --- | --- | --- | --- | --- | --- | --- | ---- | ---- | ---- | --- | ---- | --- | --- | --- | --- | --- | --- | --- | --- | --- | --- | --- |
| My Girl                                           | -    | -   | -   | -   | -   | -   | -   | -   | -   | -   | 1764 | 1951 | 1995 | -   | 1581 | -   | -   | -   | -   | -   | -   | -   | -   | -   | -   | -   |
| Papa Was a Rollin' Stone                          | 301  | 330 | 304 | 296 | 294 | 265 | 236 | 296 | 367 | 285 | 292  | 337  | 305  | 329 | 299  | 318 | 375 | 474 | 504 | 487 | 573 | 516 | 564 | 677 | 708 | 904 |
| Treat Her Like a Lady                             | 1877 | -   | -   | -   | -   | -   | -   | -   | -   | -   | -    | -    | -    | -   | -    | -   | -   | -   | -   | -   | -   | -   | -   | -   | -   | -   |

1. ↑  Een '-' betekent dat het nummer niet was genoteerd en een vetgedrukt getal geeft de hoogste notering van een nummer aan.